# ARMv7
Ne doit pas être confondu avec ARM7.

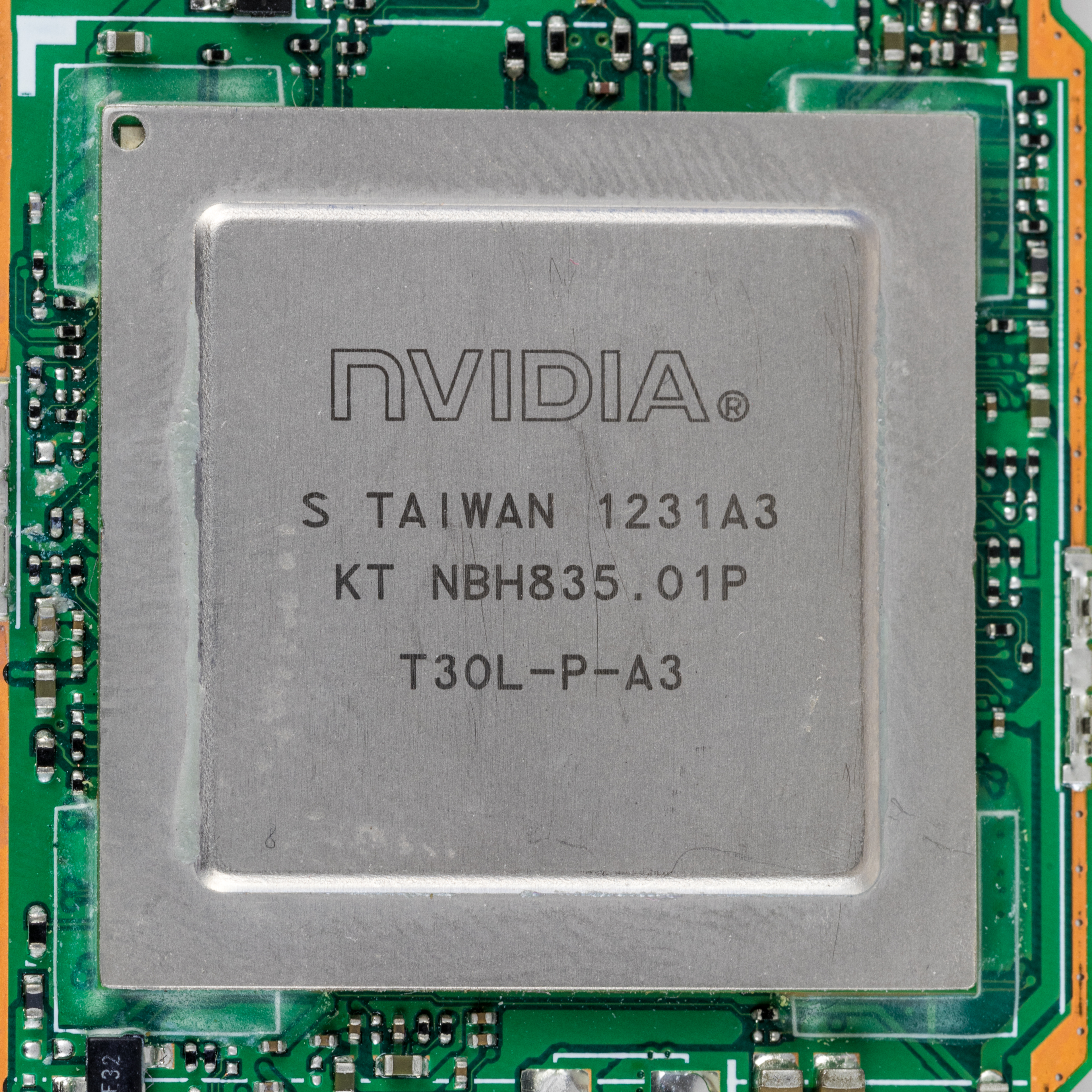
Nvidia T30L-P-A3

L'architecture ARMv7 est une architecture 32 bits d'ARM, succédant à l'architecture ARM11. Il ne faut pas confondre avec l'architecture ARM7 plus ancienne.
Elle comprend :
- ARM Cortex-A pour les applications ("A" pour "application")
- ARM Cortex-M pour l'embarqué ("M" pour "microcontroller")
- ARM Cortex-R pour le temps réel ("R" pour "real-time")

Elle a été supplantée par l'architecture ARMv8, 64 bits.